# Emek ha-Jarden

Emeq ha-Jarden (dunkelgrün) neben anderen Gebietskörperschaften

Der Emeq ha-Jarden (hebräisch מוֹעָצָה אֵזוֹרִית עֵמֶק הַיָּרְדֵּן Mōʿatzah Asōrīt ʿEmeq ha-Jarden, deutsch ‚Regionaler Rat Tal des Jordans‘) ist ein Regionalverband in Israel, der sich im gleichnamigen Tal im Nordbezirk Israels befindet. Er grenzt an den See Genezareth und an Bet Scheʾan. Es war der erste Regionalverband in Israel, der 1949 gegründet wurde. Die meisten Siedlungen liegen an der Nationalstraße , die parallel zum Jordan am Westufer des Sees Genezareth verläuft. Im 71 km² großen Verwaltungsgebiet leben 14.397 Menschen (Stand: Januar 2022).
Im März 1997 eröffnete in Naharajim ein jordanischer Grenzsoldat das Feuer auf eine israelische Schulklasse aus Beit Schemesch und tötete sieben Mädchen. Die Klasse besuchte ein von Pinchas Ruthenberg errichtetes Wasserkraftwerk. Dieses wurde 1932 eingeweiht und versorgte bis 1947 den Norden des Mandatsgebietes und den Palast des jordanischen Emirs Abdallah ibn Husain I. mit Strom.